# لا کاسا
لا کاسا (به ایتالیایی: La Cassa) یک کومونه در ایتالیا است که در استان تورین واقع شده‌است.

## خصوصیات
لا کاسا ۱۲٫۰ کیلومترمربع مساحت و ۱٬۸۲۱ نفر جمعیت دارد و ۳۷۴ متر بالاتر از سطح دریا واقع شده‌است.